# Mats Boman
Mats Boman, född 1985 i Finström, är en finländsk (åländsk) friidrottare med sprintdistanser som specialgrenar.
Han har under 2009 putsat flera åländska rekord, bland annat under Internationella öspelen 2009 (Öspelen). Moderföreningen är IF Finströms Kamraterna.